# Tulipa linifolia
Tulipa linifolia är en liljeväxtart som beskrevs av Eduard August von Regel. Tulipa linifolia ingår i släktet tulpaner, och familjen liljeväxter. Inga underarter finns listade.

## Bildgalleri

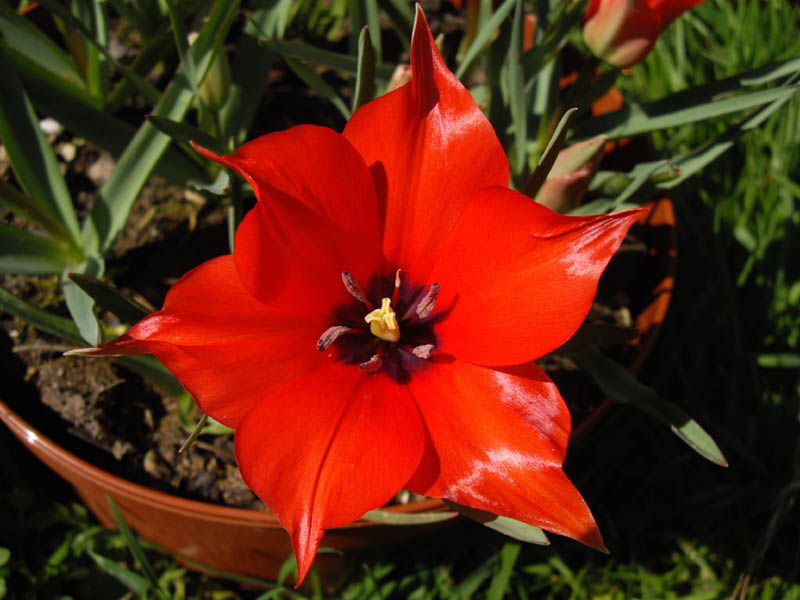
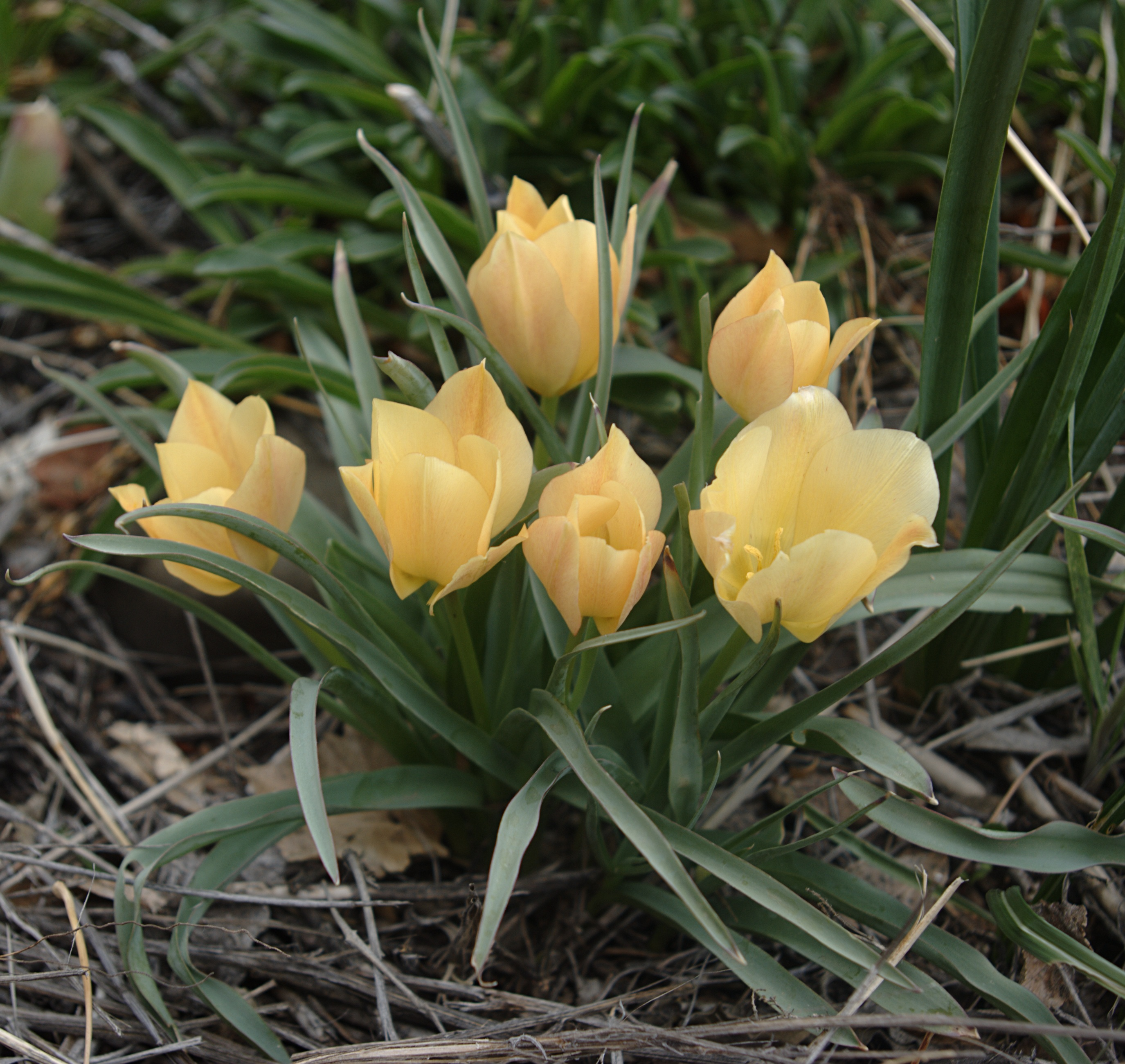
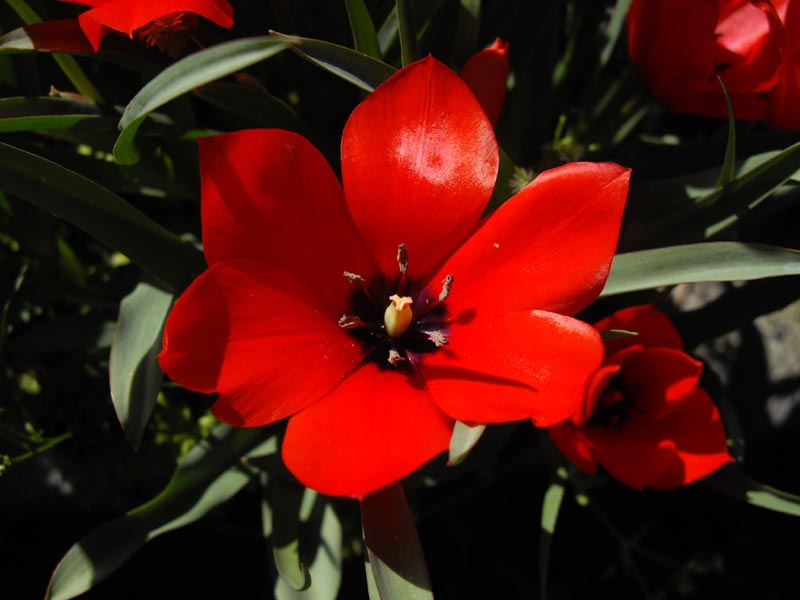
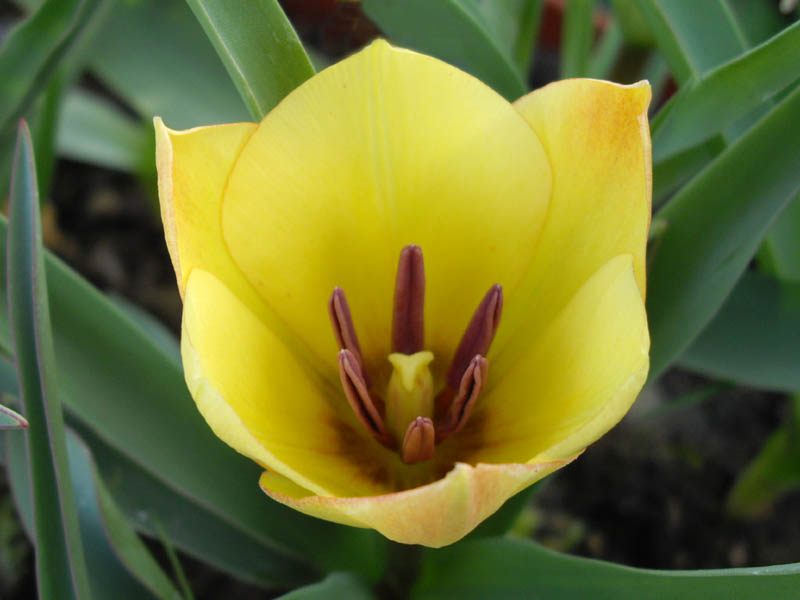
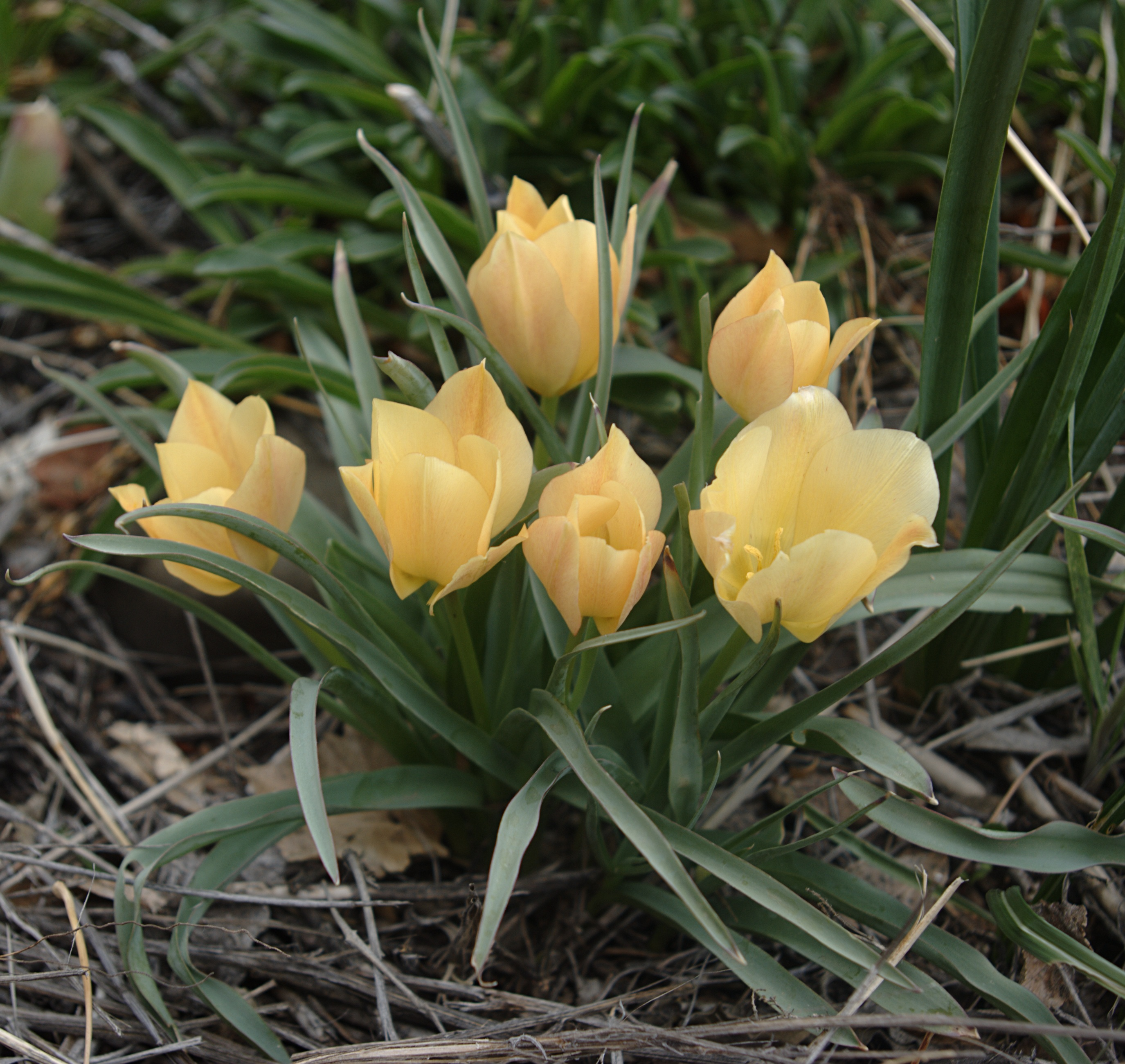
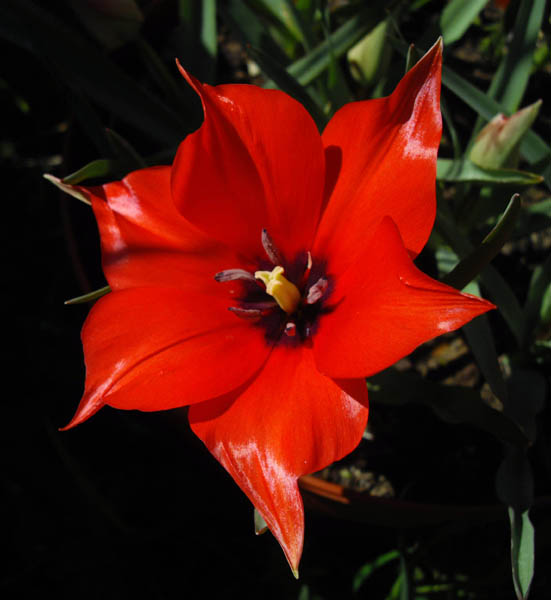